# Majorca Open 1998 - Qualificazioni singolare
Le qualificazioni del singolare  del Majorca Open 1998 sono state un torneo di tennis preliminare per accedere alla fase finale della manifestazione. I vincitori dell'ultimo turno sono entrati di diritto nel tabellone principale. In caso di ritiro di uno o più giocatori aventi diritto a questi sono subentrati i lucky loser, ossia i giocatori che hanno perso nell'ultimo turno ma che avevano una classifica più alta rispetto agli altri partecipanti che avevano comunque perso nel turno finale.
Le qualificazioni del torneo Majorca Open 1998 prevedevano 32 partecipanti di cui 4 sono entrati nel tabellone principale.

## Teste di serie
1. Oscar Serrano-Gamez (Qualificato)
2. Jose Imaz-Ruiz (primo turno)
3. Salvador Navarro-Gutierrez (secondo turno)
4. Tomás Carbonell (ultimo turno)

1. Dušan Vemić (Qualificato)
2. Charles Auffray (primo turno)
3. German Puentes-Alcaniz (ultimo turno)
4. Francisco Roig (secondo turno)

## Qualificati
1. Oscar Serrano-Gamez
2. Thomas Schiessling

1. Ionuț Moldovan
2. Dušan Vemić

## Tabellone

### Legenda
| - Q = Qualificato - WC = Wild card - LL = Lucky loser | - ALT = Alternate - SE = Special Exempt - PR = Protected Ranking | - w/o = Walkover - r = Ritirato - d = Squalificato |

### Sezione 1
|  | Primo turno            | Primo turno            | Primo turno            | Primo turno | Primo turno |  |  | Secondo turno | Secondo turno          | Secondo turno          | Secondo turno          | Secondo turno          |   |   | Ultimo turno | Ultimo turno        | Ultimo turno        | Ultimo turno | Ultimo turno |  |
|  |                        |                        |                        |             |             |  |  |               |                        |                        |                        |                        |   |   |              |                     |                     |              |              |  |
|  | 1                      | Oscar Serrano-Gamez    | Oscar Serrano-Gamez    | 6           | 6           |  |  |               |                        |                        |                        |                        |   |   |              |                     |                     |              |              |  |
|  |                        | Gorka Fraile           | Gorka Fraile           | 4           | 3           |  |  | 1             | Oscar Serrano-Gamez    | Oscar Serrano-Gamez    | 7                      | 6                      |   |   |              |                     |                     |              |              |  |
|  | Danny Sapsford         | Danny Sapsford         | Danny Sapsford         | 6           | 6           |  |  |               | Danny Sapsford         | Danny Sapsford         | 6                      | 4                      |   |   |              |                     |                     |              |              |  |
|  | Mateo Fiol-Bibiloni    | Mateo Fiol-Bibiloni    | Mateo Fiol-Bibiloni    | 2           | 2           |  |  |               |                        |                        |                        |                        |   |   | 1            | Oscar Serrano-Gamez | Oscar Serrano-Gamez | 6            | 6            |  |
|  | Victor Sendin-Huelves  | Victor Sendin-Huelves  | Victor Sendin-Huelves  | 6           | 6           |  |  |               |                        | 7                      | German Puentes-Alcaniz | German Puentes-Alcaniz | 0 | 3 |              |                     |                     |              |              |  |
|  | David Morente Guerrero | David Morente Guerrero | David Morente Guerrero | 3           | 1           |  |  |               | Victor Sendin-Huelves  | Victor Sendin-Huelves  | 4                      | 3                      |   |   |              |                     |                     |              |              |  |
|  | 7                      | German Puentes-Alcaniz | 5                      | 6           | 7           |  |  | 7             | German Puentes-Alcaniz | German Puentes-Alcaniz | 6                      | 6                      |   |   |              |                     |                     |              |              |  |
|  |                        | Fernon Wibier          | 7                      | 2           | 6           |  |  |               |                        |                        |                        |                        |   |   |              |                     |                     |              |              |  |

### Sezione 2
|  | Primo turno           | Primo turno           | Primo turno        | Primo turno | Primo turno |  |  | Secondo turno      | Secondo turno         | Secondo turno         | Secondo turno         | Secondo turno         |   |   | Ultimo turno       | Ultimo turno       | Ultimo turno       | Ultimo turno | Ultimo turno |  |
|  |                       |                       |                    |             |             |  |  |                    |                       |                       |                       |                       |   |   |                    |                    |                    |              |              |  |
|  |                       | Thomas Schiessling    | Thomas Schiessling | 7           | 6           |  |  |                    |                       |                       |                       |                       |   |   |                    |                    |                    |              |              |  |
|  | 2                     | Jose Imaz-Ruiz        | Jose Imaz-Ruiz     | 5           | 0           |  |  | Thomas Schiessling | Thomas Schiessling    | Thomas Schiessling    | 6                     | 6                     |   |   |                    |                    |                    |              |              |  |
|  | Jan Weinzierl         | Jan Weinzierl         | Jan Weinzierl      | 6           | 6           |  |  | Jan Weinzierl      | Jan Weinzierl         | Jan Weinzierl         | 1                     | 0                     |   |   |                    |                    |                    |              |              |  |
|  | Marc Marco-Ripoll     | Marc Marco-Ripoll     | Marc Marco-Ripoll  | 0           | 0           |  |  |                    |                       |                       |                       |                       |   |   | Thomas Schiessling | Thomas Schiessling | Thomas Schiessling | 6            | 7            |  |
|  | Carlos Martinez-Comet | Carlos Martinez-Comet | 6                  | 3           | 6           |  |  |                    |                       | Carlos Martinez-Comet | Carlos Martinez-Comet | Carlos Martinez-Comet | 2 | 6 |                    |                    |                    |              |              |  |
|  | Mark Joachim          | Mark Joachim          | 4                  | 6           | 2           |  |  |                    | Carlos Martinez-Comet | 6                     | 2                     | 6                     |   |   |                    |                    |                    |              |              |  |
|  | 8                     | Francisco Roig        | Francisco Roig     | 6           | 6           |  |  | 8                  | Francisco Roig        | 2                     | 6                     | 4                     |   |   |                    |                    |                    |              |              |  |
|  |                       | Devin Bowen           | Devin Bowen        | 2           | 4           |  |  |                    |                       |                       |                       |                       |   |   |                    |                    |                    |              |              |  |

### Sezione 3
|  | Primo turno            | Primo turno                | Primo turno                | Primo turno | Primo turno |  |  | Secondo turno              | Secondo turno              | Secondo turno              | Secondo turno | Secondo turno |   |   | Ultimo turno   | Ultimo turno   | Ultimo turno   | Ultimo turno | Ultimo turno |  |
|  |                        |                            |                            |             |             |  |  |                            |                            |                            |               |               |   |   |                |                |                |              |              |  |
|  | 3                      | Salvador Navarro-Gutierrez | Salvador Navarro-Gutierrez | 6           | 6           |  |  |                            |                            |                            |               |               |   |   |                |                |                |              |              |  |
|  |                        | Emilio Viuda-Hernandez     | Emilio Viuda-Hernandez     | 4           | 4           |  |  | 3                          | Salvador Navarro-Gutierrez | Salvador Navarro-Gutierrez | 2             | 3             |   |   |                |                |                |              |              |  |
|  | Ionuț Moldovan         | Ionuț Moldovan             | Ionuț Moldovan             | 6           | 6           |  |  |                            | Ionuț Moldovan             | Ionuț Moldovan             | 6             | 6             |   |   |                |                |                |              |              |  |
|  | Lorenzo Coll-Rodriguez | Lorenzo Coll-Rodriguez     | Lorenzo Coll-Rodriguez     | 1           | 3           |  |  |                            |                            |                            |               |               |   |   | Ionuț Moldovan | Ionuț Moldovan | Ionuț Moldovan | 6            | 6            |  |
|  | Tommy Robredo          | Tommy Robredo              | Tommy Robredo              | 6           | 6           |  |  |                            |                            | Tommy Robredo              | Tommy Robredo | Tommy Robredo | 2 | 3 |                |                |                |              |              |  |
|  | Joan Jimenez-Guerra    | Joan Jimenez-Guerra        | Joan Jimenez-Guerra        | 4           | 4           |  |  | Tommy Robredo              | Tommy Robredo              | 5                          | 6             | 6             |   |   |                |                |                |              |              |  |
|  |                        | Juan-Antonio Saiz-Panadero | Juan-Antonio Saiz-Panadero | 6           | 6           |  |  | Juan-Antonio Saiz-Panadero | Juan-Antonio Saiz-Panadero | 7                          | 1             | 3             |   |   |                |                |                |              |              |  |
|  | 6                      | Charles Auffray            | Charles Auffray            | 3           | 0           |  |  |                            |                            |                            |               |               |   |   |                |                |                |              |              |  |

### Sezione 4
|  | Primo turno             | Primo turno             | Primo turno             | Primo turno | Primo turno |  |  | Secondo turno | Secondo turno         | Secondo turno         | Secondo turno | Secondo turno |   |   | Ultimo turno | Ultimo turno    | Ultimo turno | Ultimo turno | Ultimo turno |  |
|  |                         |                         |                         |             |             |  |  |               |                       |                       |               |               |   |   |              |                 |              |              |              |  |
|  | 4                       | Tomás Carbonell         | Tomás Carbonell         | 6           | 6           |  |  |               |                       |                       |               |               |   |   |              |                 |              |              |              |  |
|  |                         | Sergi Duran-Bernad      | Sergi Duran-Bernad      | 3           | 0           |  |  | 4             | Tomás Carbonell       | Tomás Carbonell       | 6             | 6             |   |   |              |                 |              |              |              |  |
|  | Eduardo Nicolas-Espin   | Eduardo Nicolas-Espin   | Eduardo Nicolas-Espin   | 6           | 6           |  |  |               | Eduardo Nicolas-Espin | Eduardo Nicolas-Espin | 3             | 0             |   |   |              |                 |              |              |              |  |
|  | Fabio Maggi             | Fabio Maggi             | Fabio Maggi             | 2           | 1           |  |  |               |                       |                       |               |               |   |   | 4            | Tomás Carbonell | 7            | 4            | 4            |  |
|  | Feliciano López         | Feliciano López         | Feliciano López         | 6           | 6           |  |  |               |                       | 5                     | Dušan Vemić   | 6             | 6 | 6 |              |                 |              |              |              |  |
|  | Daniel Muñoz de la Nava | Daniel Muñoz de la Nava | Daniel Muñoz de la Nava | 4           | 4           |  |  |               | Feliciano López       | 7                     | 2             | 4             |   |   |              |                 |              |              |              |  |
|  | 5                       | Dušan Vemić             | Dušan Vemić             | 6           | 6           |  |  | 5             | Dušan Vemić           | 6                     | 6             | 6             |   |   |              |                 |              |              |              |  |
|  |                         | Gabriel Frias-Valle     | Gabriel Frias-Valle     | 4           | 2           |  |  |               |                       |                       |               |               |   |   |              |                 |              |              |              |  |